# Thời gian thực đã qua
Thời gian thực đã qua, elapsed real time, real time, wall-clock time, hay wall time là thời gian thực tế được tính từ khi bắt đầu một chương trình máy tính đến khi kết thúc. Nói cách khác, đó là khoảng cách biệt giữa thời điểm mà một tác vụ kết thúc và thời điểm mà tác vụ đó bắt đầu.
Do đó, thời gian treo tường khác với thời gian CPU - chỉ đo thời gian mà bộ xử lý làm việc tích cực làm việc trên một tác vụ nhất định. Sự khác biệt giữa hai yếu tố có thể phát sinh từ các yếu tố phụ thuộc vào kiến trúc và thời gian chạy, ví dụ như độ trễ được lập trình (programmed delay) hoặc chờ tài nguyên hệ thống trở nên khả dụng. Hãy xem xét ví dụ về một chương trình toán học, khi nó báo cáo rằng: " Thời gian CPU 0 phút 0,04 giây, Thời gian thực đã qua: 6 phút 6,01 giây". Điều này có nghĩa là trong suốt thời gian sáu phút và sáu giây hoạt động, bộ xử lý của máy tính chỉ dành 4/100 giây trong đó để thực hiện các phép tính cho chương trình.
Ngược lại, các chương trình chạy song song trên nhiều đơn vị xử lý có thể tiêu tốn nhiều thời gian của CPU hơn thời gian đã trôi qua. Vì trong điện toán đồng thời (concurrent computing), định nghĩa về thời gian trôi qua thực sự quan trọng, việc khái niệm hóa thời gian trôi qua được đo trên đồng hồ treo tường độc lập, riêng biệt đem lại lợi ích.
Một định nghĩa khác về "wall time" là đo thời gian thông qua một đồng hồ độc lập, riêng biệt trái ngược với thời gian nội bộ của hệ thống cục bộ, tức là liên quan đến sự khác biệt giữa hai đồng hồ.
Không nên nhầm lẫn "thời gian thực" (real time) trong "wall-clock time" với điện toán thời gian thực.

## Trong mô phỏng
Thuật ngữ thời gian đồng hồ treo tường cũng đã được sử dụng rộng rãi trong mô phỏng máy tính, để phân biệt giữa (1) thời gian mô phỏng (thường được nén hoặc mở rộng) và (2) thời gian trôi qua cho người sử dụng công cụ mô phỏng.